# Livets træ (biologi)
Charles Darwin foreslog, at fylogeni, arternes udviklingsmæssige slægtskab over tid, kunne udtrykkes ved en metafor, han kaldte Livets Træ (Tree of Life). Den moderne videreudvikling af denne tanke kaldes det fylogenetiske træ.

## Livets træ i nutiden
Træmodellen betragtes stadig som gyldig for eukaryotiske livsformer. I 2010 har forskning i de ældste grene af det eukaryotiske træ antydet et billede med enten fire eller to overordnede grupper. Der synes dog ikke at være enighed endnu, og Roger og Simpson konkluderede i en anmeldelse, at "med det nuværende tempo i udviklingen af vores forståelse af det eukaryotiske livstræ, bør vi fare frem med forsigtighed."
Biologer anerkender nu, at prokaryoterne, bakterierne og arkerne har evnen til at overføre genetisk information mellem ubeslægtede organismer via vandret genoverførsel (Horizontal Gene Transfer (HGT)). Rekombination, fordobling og tab eller skabelse af gener er nogle af de processer, som gør, at arveanlæg kan overføres indenfor og mellem bakterie- og arkarter, hvad der skaber ændringer, som ikke skyldes ”lodret overførsel” (= arv).
Der er mere og mere viden om HGT blandt prokaryoterne både på encelle- og flercelleniveau, og det synspunkt vinder frem, som påstår, at Livets Træ giver et ufuldstændigt billede af livets udvikling. Det har været et nyttigt redskab i forståelsen af de grundlæggende processer bag udviklingen af prokaryoterne, men det kan ikke fuldstændigt forklare situationens kompleksitet.

## Eksterne links
- Tree of Life Web Project Arkiveret 11. september 2012 hos  Wayback Machine (engelsk)
- Science Magazine: Tree of Life (engelsk)
- Science Magazine: Specialnummer om Tree of Life (engelsk)
- Om beskæringerne af Tree of Life Arkiveret 24. december 2013 hos  Wayback Machine (engelsk)
- Garret Neske: The Tree of Life (engelsk)
- The University and Jepson Herbaria: The Green Tree of Life (engelsk)